# Rathausstrasse, Berlin
Rathausstrasse, tysk stavning: Rathausstraße, fram till 1951 Königstraße, är en gata i Berlins historiska centrum. Den är en av Berlins äldsta affärsgator och var en viktig huvudgata redan under medeltiden, som ledde från den nordöstra stadsporten i trakten av nuvarande Alexanderplatz till Rathausbrücke över Spree. Idag är den delvis gågata.

## Namn
Gatan har i äldre tid även gått under namnen Oderberger Strasse, Georgenstrasse och Königstrasse, efter de historiska namnen på Berlins nordöstra stadsport som gatan ledde till. Det nuvarande namnet gäller officiellt sedan 1951, då det tidigare kungliga namnet byttes mot ett namn syftande på Rotes Rathaus under DDR-epoken. En gata med namnet Rathausstrasse fanns redan på rådhusets baksida sedan 1869 och denna gata fick därför byta till namnet Hinter dem Rathaus, sedan 1991 kallad Gustav-Böss-Strasse, efter Berlins överborgmästare Gustav Böss på 1920-talet.

## Sträckning
Gatans numrering börjar vid Alexanderplatz där Gontardstrasse ansluter i närheten av Berlin Alexanderplatz järnvägsstation. Mellan Alexanderplatz och Jüdenstrasse är gatan gågata tillsammans med hela området kring Berlins TV-torn. Härifrån fortsätter gatan åt sydväst förbi Rotes Rathaus. Den korsar Spandauer Strasse och fortsätter förbi Nikolaiviertel. Gatan slutar vid Rathausbrücke som korsar Spree till Schlossplatz.

## Historia
Gatan är en av de äldsta bevarade gatusträckningarna i Berlin. Den sammanband en av de medeltida broarna över Spree, Lange Brücke, nuvarande Rathausbrücke, passerade Berlins medeltida rådhus i korsningen med Spandauer Strasse och ledde vidare ut ur staden åt nordost genom stadsporten Oderberger Tor, uppkallad efter landsvägens riktning mot Oderberg. Detta var också gatans ursprungliga namn, Oderberger Strasse. Under 1600-talet växte en förstad upp omkring Georgenkirche vid nuvarande Alexanderplatz och porten och gatan fick därmed namnen Georgentor respektive Georgenstrasse.
Efter att kurfursten Fredrik III kröntes till kung Fredrik I av Preussen i Königsberg 1701 tågade han in i staden längs Georgenstrasse till Berlins stadsslott. Till minne av kröningen kallades gatan i fortsättningen "Königs Strasse", och porten Königstor.
När Berlins tullmur uppfördes på 1730-talet revs samtidigt fästningsanläggningarna kring staden och stadsporten Königstor flyttades några kvarter åt nordost till den nuvarande korsningen Otto-Braun-Strasse/Prenzlauer Berg/Am Friedrichshain. Gatan Königsstrasse behöll sin ursprungliga sträckning och sträckan nordost om Alexanderplatz kallades Neue Königsstrasse, från 1966 Hans-Beimler-Strasse och sedan 1995 Otto-Braun-Strasse. 
Berlins snabba tillväxt under 1800-talet gjorde det gamla medeltida rådhuset vid korsningen med Spandauer Strasse otillräckligt och det ersattes mellan 1869 och 1869 med det nya rådhuset på södra sidan av Königsstrasse. På grund av det nygotiska rådhusets tegelröda fasad kom det snart att allmänt kallas Rotes Rathaus.

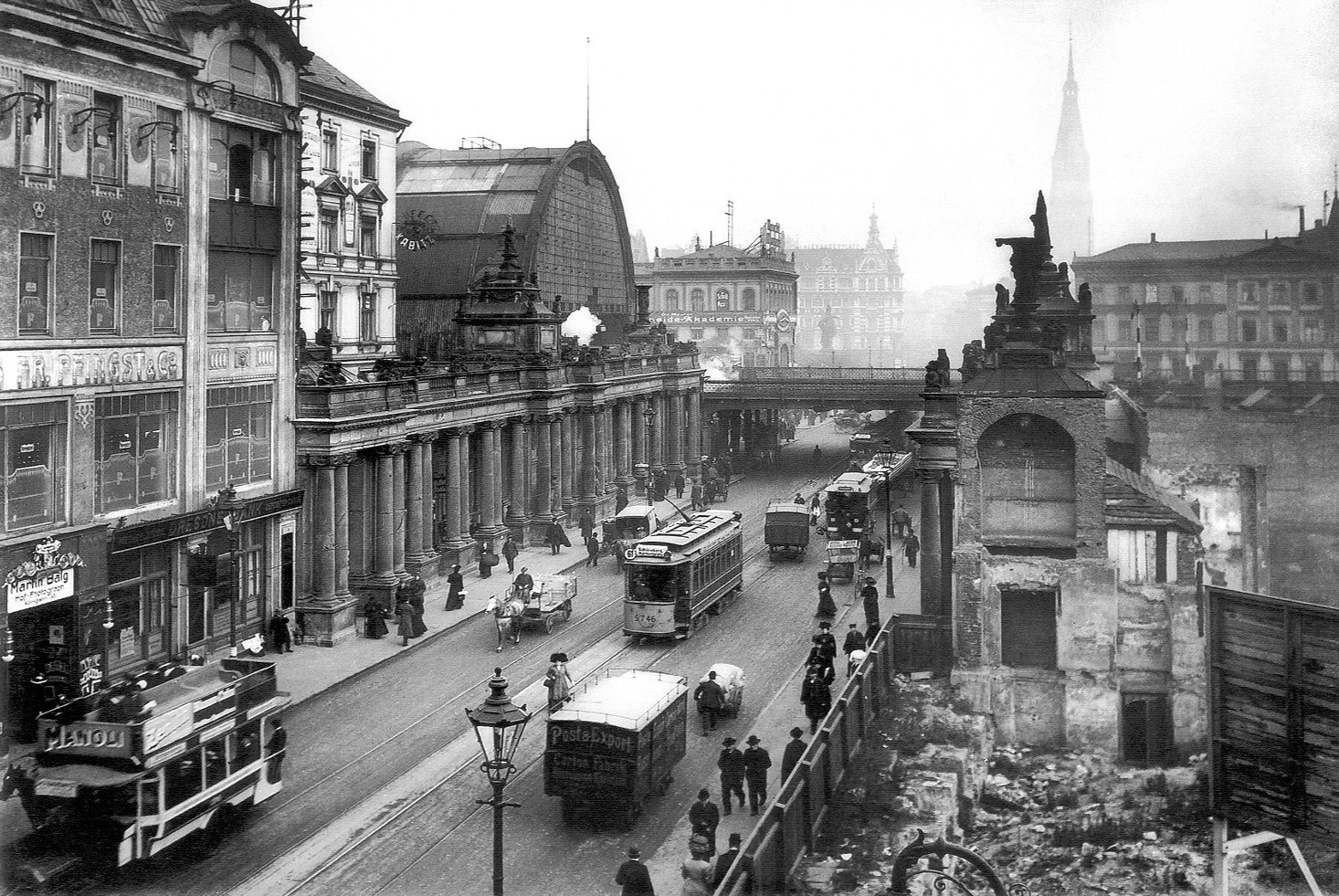
Dåvarande Königstrasse år 1909 med Königskollonaden,, vy i riktning mot Berlin Alexanderplatz järnvägsstation.

Från 1873 skrevs gatunamnet utan binde-s, "Königstrasse". Under de följande åren började gatan trafikeras av spårvagnar trots den relativt smala gatubredden, och detta blev en flaskhals i Berlins kollektivtrafiknät. 1916 passerade 282 spårvagnar i timmen. Samtidigt utvecklades Königstrasse till en viktig affärsgata i innerstaden. Här låg både Berlins första Wertheim-varuhus och i norra delen av Nikolaiviertel även Kaufhaus Nathan Israel, samt många andra butiker och krogar.
Omkring uppfördes en underjordisk vagnhall under gatan vid ändhållplatsen för tunnelbanans linje E, nuvarande U5. 
Under andra världskriget skadades eller förstördes de flesta byggnaderna längs Königstrasse, däribland rådhuset. Rådhuset återuppfördes 1951 och i samband med detta erhöll gatan sitt nuvarande namn, Rathausstrasse. Samma år avlägsnades spårvägsspåren i gatan. Enstaka byggnader längs gatan återställdes, men huvuddelen av ruinerna röjdes bara bort. Mitt emot rådhuset restes 1956 skulpturgruppen Aufbauhelfer och Trümmerfrau av Fritz Cremer för att påminna om återuppbyggnaden av Berlin. Fram till början av 1970-talet revs många av de kvarvarande byggnaderna längs gatan för att göra plats för byggnadskomplexet Rathauspassagen och den öppna ytan kring Fernsehturm, bland dessa det historiska guvernörshuset från 1721. Området närmast Alexanderplatz gjordes om till gågata. På gatans sydsida öppnades gallerian Rathauspassagen och restaurangen Alextreff.
Vid gatans sydvästra ände anlades under 1980-talet parken Marx-Engels-Forum, ett namn som fram till 1991 även användes om gatans sydvästligaste del innan den återfick namnet Rathausstrasse. 
Efter Tysklands återförening 1990 renoverades Rathauspassagenkomplexet in- och utvändigt. Nya butiker öppnade i gallerian och staden sålde den tidigare restaurang Alextreff till en investerare som här istället lät uppföra multiplexbiografen Cubix. Sedan återföreningen är gatan med omgivningar i stora drag bevarade sedan DDR-tiden, men under gatan påbörjades byggarbeten 2009 för att här färdigställa länken mellan tunnelbanelinjerna U5 och U55. Planer väcktes dock i samband med tunnelbanebygget om att även återställa det medeltida gatunätet i Marienviertel omkring Mariakyrkan genom småskalig bebyggelse av den öppna platsen, utan att något konkret beslut om återuppbyggnad tagits.
I samband med byggarbetena för tunnelbanan gjordes flera arkeologiska upptäckter, bland dessa de medeltida grundmurarna till ruinen av Berlins gamla rådhus. 2010 gjordes ett omskrivet fynd av sexton modernistiska skulpturer, som förvarats i Reichspropagandaministeriums lager på adressen Königstrasse 50 under Nazityskland. Konstverken hade tidigare ställts ut av nazisterna som exempel på så kallad Entartete Kunst och gömts kvar i krigsruinerna. 
I gathörnet med Gontardstrasse uppfördes 2012–2014 bostads- och butikshuset Alea 101.